# Chugcreek, Wyoming
Ej att förväxla med Chugwater, Wyoming.
Chugcreek är en ort (census-designated place) i Platte County i östra delen av den amerikanska delstaten Wyoming. Orten utgör en förort till countyts huvudort Wheatland och är belägen omkring 3 kilometer öster om centrala Wheatland vid vattendraget Chugwater Creek. Befolkningen uppgick till 156 invånare vid 2010 års federala folkräkning.